# Lago Elmenteita
El lago Elmenteita o Elementaita es un lago alcalino que se encuentra en el Gran Valle del Rift, a unos 120 km al noroeste de Nairobi en Kenia. Ocupa una extensión de unos 18 km² y es uno de los lagos alcalinos que forman parte de los lagos del Gran Valle del Rift, conjunto de lagos declarados Patrimonio de la Humanidad en 2011 y es un área protegida.

## Descripción y características

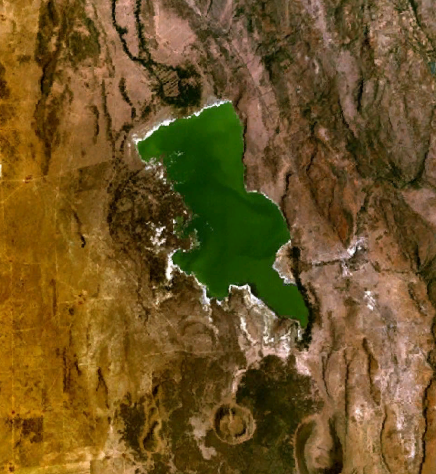
Lago Elmenteita visto desde el espacio.

El nombre Elmenteita deriva de la palabra masái muteita, que significa «lugar polvoriento», debido a lo seco y polvoriento de la zona especialmente entre los meses de enero a marzo.
La ciudad más cercana es Gilgil y el Elmentaita se encuentra entre el lago Naivasha y el lago Nakuru.
El primer asentamiento europeo en el lago lo hizo Lord Delamere (1879-1931) al establecer un rancho de 190 km² en la vertiente oeste  llamadoSoysambu. El rancho todavía está ocupado por los descendientes de Delamere.
En el extremo sur del lago se encuentran las fuentes termales "Kekopey" y los cañaverales cercanos son lugares de pesca de garzas nocturnas y pelícanos.
El lago Elmenteita está incluido en el Convenio de Ramsar desde 2005.

## Ecosistema

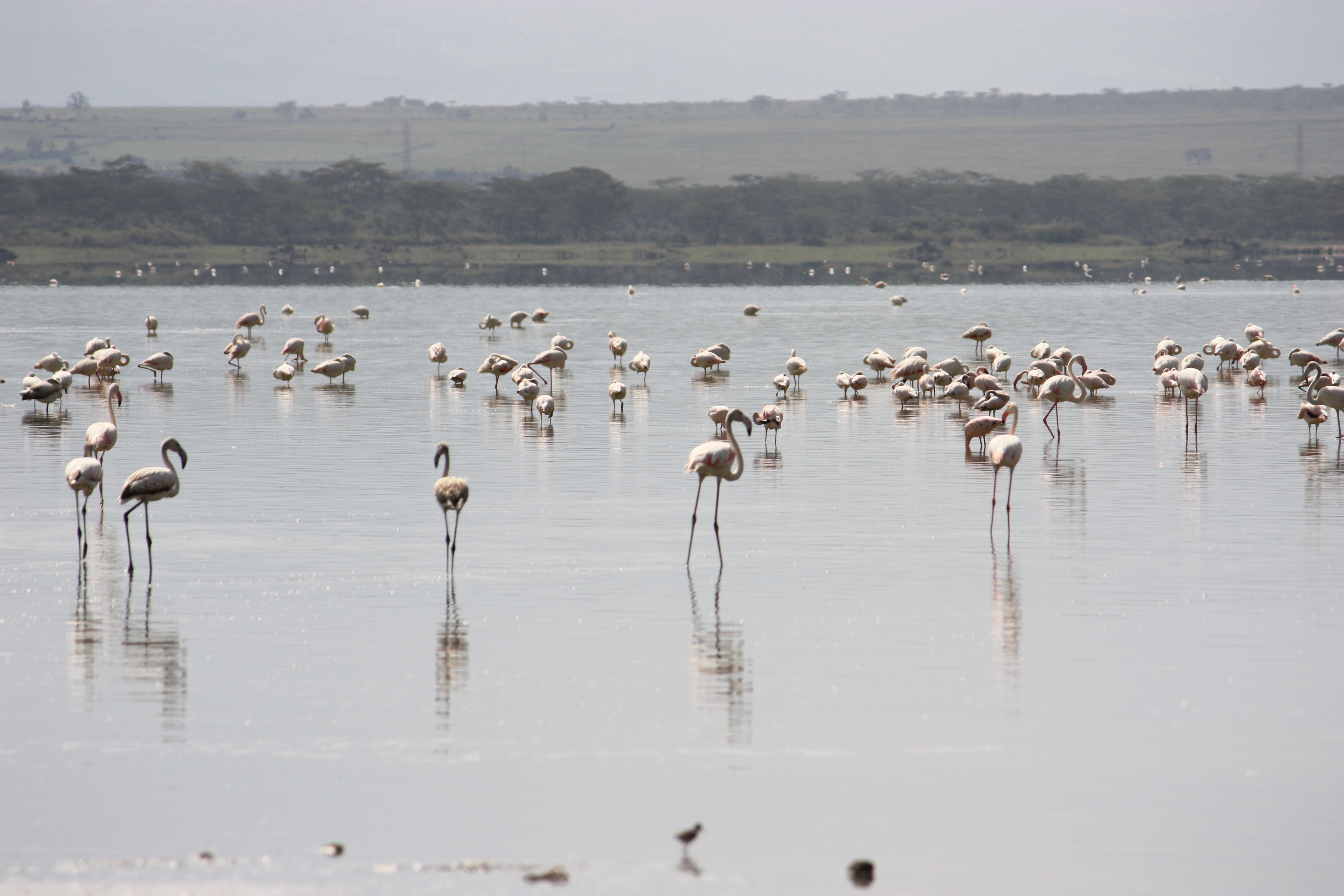
Flamencos en el lago Elmenteita

Unas 400 especies de pájaros han sido registradas en las cuencas de los lagos Nakuru y Elmenteita. Este último es especialmente atractivo para los flamencos, tanto de la variedad común como del flamenco enano, los cuales se alimentan de crustáceos y larvas de insectos que se encuentran en las algas verdeazuladas.
En 1962 se introdujeron desde el lago Magadi, Alcolapia grahami, una especie vulnerable de pez adaptado para vivir en aguas calientes y muy alcalinas y desde entonces la población de flamencos se ha reducido considerablemente. La alcolapia ha atraído aves comedoras de peces que también se alimentan de los huevos de flamenco y de sus pollos. Sobre un millón de aves que normalmente se asentaban en el Elmenteita buscan ahora refugio en el lago Natron en Tanzania.  
En las orillas del lago es habitual ver cebras, gacelas, antílopes y jabalíes.
El lago es normalmente poco profundo (menos de 1 metro de profundidad) y está bordeado de marismas con incrustaciones de trona que afloran en épocas secas. Durante el Pleistoceno y principio del Holoceno el lago Elmenteita estuvo unido con el Nakuru formando un lago mucho más grande. Los restos del antiguo lago unido se conservan como sedimentos en varios lugares alrededor de las cuencas.
Recientemente el nivel del lago ha descendido debido a que la actividad humana ha secado las zonas de captación.